# Rashad Wright
Rashad Wright (Statesboro, Georgia, 17. ožujka 1982.) američki je profesionalni košarkaš. Igra na pozicjiji razigravača, a trenutačno je član njemačke momčadi ALBA Berlin. Izabran je u 2. krugu (59. ukupno) NBA drafta 2004. od strane Indiana Pacersa.

## Karijera
Pohađao je sveučilište u Georgiji. Nakon sveučilišta odlučio se prijaviti na NBA draft. Izabran je kao 59. izbor NBA drafta 2004. od strane Indiana Pacersa, ali nikada nije zaigrao u NBA ligi. Svoju profesionalnu karijeru započeo je u grčkom klubu Panionios gdje je odigrao jednu sezonu te je nakon odlaska započeo veliko putovanje Europom.

## Vanjske poveznice
- Profil na NBA.com